# Сельское поселение «Кулусутайское»
Се́льское поселе́ние «Кулусутайское» — муниципальное образование в Ононском районе Забайкальского края Российской Федерации.
Административный центр — село Кулусутай.

## История
Статус и границы сельского поселения установлены Законом Читинской области от 19 мая 2004 года «Об установлении границ, наименований вновь образованных муниципальных образований и наделении их статусом сельского, городского поселения в Читинской области».
Закон Забайкальского края от 25 декабря 2013 года № 922-ЗЗК «О преобразовании и создании некоторых населённых пунктов Забайкальского края»:

## Население
| 2010 | 2011 | 2012 | 2013 | 2014 | 2015 | 2016 |
| ---- | ---- | ---- | ---- | ---- | ---- | ---- |
| 689  | ↘685 | ↘670 | ↘627 | ↘615 | ↘610 | ↗617 |
| 2017 | 2018 | 2019 | 2020 | 2021 |      |      |
| ↘610 | ↘600 | ↘599 | ↘579 | ↘475 |      |      |

## Состав сельского поселения
| № | Населённый пункт | Тип населённого пункта       | Население |
| - | ---------------- | ---------------------------- | --------- |
| 1 | Кулусутай        | село, административный центр | ↘555      |
| 2 | Нижний Кулусутай | село                         |           |